# ジョン・ボスコ・マナット・チュアップサマイ
ジョン・ボスコ・マナット・チュアップサマイ(英語: John Bosco Manat Chuabsamai (タイ語: มนัส จวบสมัย; RTGS: Manat Chuapsamai; 1935年10月31日 – 2011年10月20日) は、タイ人のカトリック聖職者である。1986 年から2003年まで、タイ王国ラーチャブリー司教区のカトリック司教を務めた。
マナットは1935年10月31日にBang Nok Khwaek で生まれた。哲学と神学を学ぶためにインドのマドラスへと送られ、同地で1961年5月10日に司祭に叙階された。叙階後は、ラーチャブリー司教区内の教区、学校、神学校の各役職を務めた。 1976-7年にワシントンD.C.のThe Catholic University of Americaに留学し、哲学の修士号を取得した。 その後、タイ唯一の大神学校 (major seminary) である Lux Mundi seminary で哲学を教えた。1984年に彼は神学校の学長に就任した。
1985年11月25日、マナットは、故 Joseph Ek Thabpingの後任として、ラーチャブリー司教区の司教に任命された。 1986年1月6日、彼はローマにて教皇ヨハネ・パウロ2世により司教に聖別された。
1993年5月にフィリピンのマニラを訪問中、マナットは 聖ピオ十世会と接触するようになった。2000年4月、マナットは同会の総長であるベルナール・フェレー司教と面会した。2001年にはマナットは米国の聖ピオ十世会のチャペルを数多く訪問した。2003年７月24日、ラーチャプリー教区の司教を退任した。

## 参照
1. ↑  “Bishop John Bosco Manat Chuabsamai”. catholic-hierarchy.org. 2019年8月4日閲覧。
2. ↑  Fides. “ASIA/THAILAND – RATCHABURI - BISHOP JOHN BOSCO MANAT CHUABSAMAI RESIGNS - Agenzia Fides”. www.fides.org. 2018年7月16日閲覧。